# Fortificações de Santo André da Borda do Campo de Piratininga
As fortificações de Santo André da Borda do Campo de Piratininga localizavam-se na borda do planalto de Piratininga, no atual estado brasileiro de São Paulo.

## História
As vilas de São Vicente e de Piratininga foram fundadas por Martim Afonso de Sousa no início de 1532, no contexto da sua expedição (1530-32), marco do início da colonização portuguesa na costa do Brasil. Porém, ao contrário da fundação de São Vicente (22 de janeiro), não existem informações sobre as providências tomadas para a primitiva defesa da vila de Piratininga.
Em 1553, quando o governador-geral Tomé de Sousa (1549-1553) visitou a capitania de São Vicente, em Piratininga elevou à categoria de vila a povoação de Santo André da Borda do Campo:
"Ordenei outra vila no começo do campo desta vila de São Vicente de moradores que estavam espalhados por ele, e os fiz cercar e ajuntar, para se poderem aproveitar todas as povoações deste campo, e se chama a vila de Santo André, porque aonde a situei estava uma ermida deste apóstolo, e fiz capitão dela a João Ramalho, natural do termo de Coimbra, que Martim Afonso [de Sousa] já achou nesta terra quando cá veio [em 1532]. Tem tantos filhos, netos e bisnetos e descendentes dele que não o ouso dizer a Vossa Alteza. Não tem cãs [cabelos brancos] na cabeça nem no rosto e anda nove léguas a pé antes de jantar." (carta de Tomé de Sousa ao rei de Portugal, datada da Bahia, a 1 de junho de 1553. in: TAPAJÓS, Vicente. História Administrativa do Brasil (vol. II). apud: CASTRO, s.d.:63)
Alguns autores entendem que as obras de defesa em Santo André se constituíssem em trincheiras e quatro baluartes. A carta-relatório de Tomé de Sousa, entretanto, se refere apenas genéricamente ao que ordenou para a defesa:
"Todas as vilas e povoações de engenhos [de cana-de-açúcar] desta costa fiz cercar de taipa com seus baluartes e as que estavam arredadas do mar fiz chegar ao mar e lhes dei toda a artilharia que me pareceu necessária, a qual está entregue aos vossos almoxarifes porque os capitães não querem ter senão o que são obrigados a ter, nem têm fazendas por onde os obrigue a isso (...)." (op. cit., p. 62)